# Маккеон, Ричард
Ричард Маккеон (англ. Richard McKeon; 26.04.1900 — 31.03.1985, Чикаго) — американский философ. Профессор Чикагского университета.
В годы Первой мировой войны недолговременно служил в ВМС США.
Окончил Колумбийский университет (1920) и в том же году защитил там же магистерскую работу по Л. Н. Толстому, Б. Кроче и Дж. Сантаяне. Докторскую работу по Спинозе защитил в 1922 году, его научным руководителем был известный Джон Дьюи. Также учился философии в Париже, в частности у Э. Жильсона.
С 1925 года преподавал в альма-матер. С 1934 года профессор Чикагского университета. В 1953-1957 годах глава Международного института философии. С 1974 года на пенсии.
Тесно сотрудничал с ЮНЕСКО в первые годы её существования.